# Martin Maier-Hugendubel

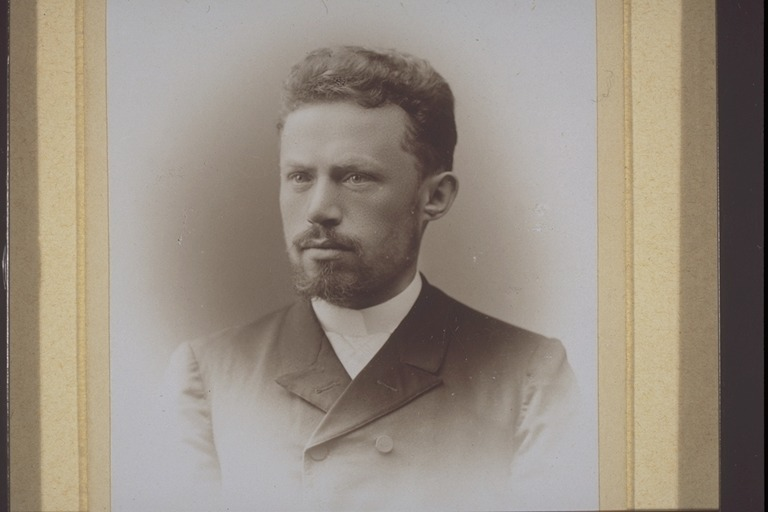
Porträtfoto vor seiner ersten Ausreise nach China 1894

Johann Martin Maier-Hugendubel (* 18. März 1866 als Johann Martin Maier; † 16. Mai 1954) war ein deutscher evangelischer Missionar und Pfarrer.

## Leben
Martin Maier-Hugendubel trat 1888 der Basler Mission bei und wurde am Missionsseminar in Basel ausgebildet. Danach wurde er in die Mission entsandt, und zwar in die Chinamission. Von 1894 bis 1912 war er Missionar in China. Hauptsächlich wirkte er in der Missionsstation Phyangthong (heute Xingning (Meizhou) in der Provinz Guangdong) und leitete dort die Missionsschule. Von 1901 bis 1904 war er außerdem tätig in Kayintschu (heute Meizhou).

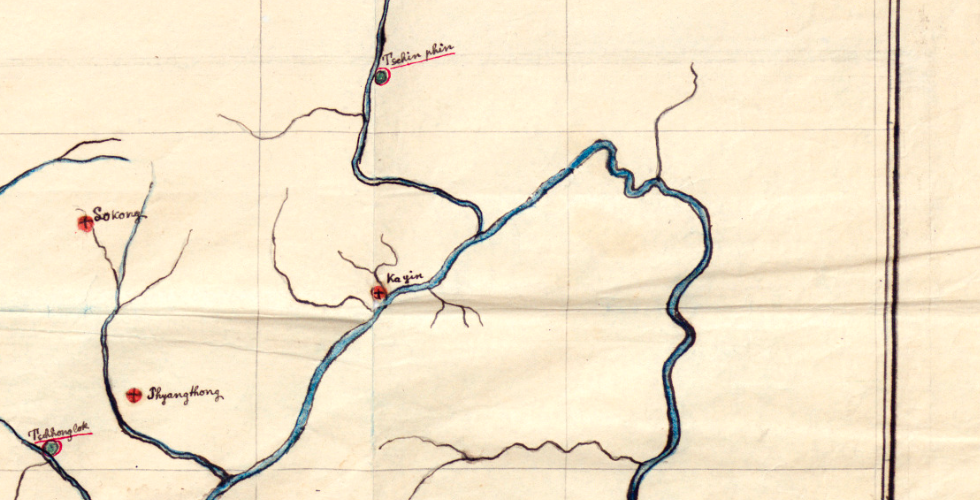
Karte der Missionstätigkeit der Basler Mission. Zu sehen ist Kayintschou (Kayin, heute Meizhou) am Mei River und Phyangthong (heuteXingning)

1901 heiratete er die Pfarrerstochter Clara Hugendubel aus Basel. Wegen der erzwungenen Abdankung von Kaiser Puyi 1912 und der darauf folgenden politischen Unruhen verließ er mit Frau und zwei Kindern China.

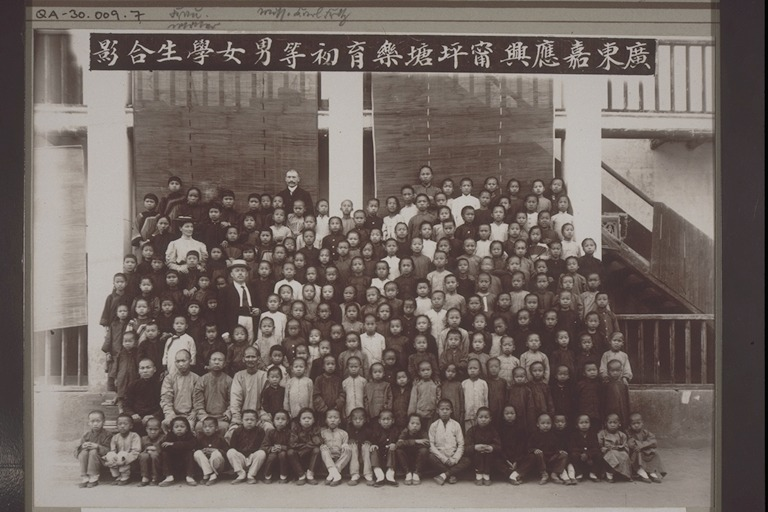
Knaben- und Mädchen-Anstalt in Phyang thong, China. Missionar M. Maier

Nach seiner Rückkehr war er zunächst Pfarrverweser in den Gemeinden Neckarhausen, Eglosheim und Birkmannsweiler. Von 1921 bis 1929 war er Pfarrer in Flein. Er verfasste mehrere Publikationen über seine langjährige Missionstätigkeit in China und allgemein über die chinesische Kultur aus der Sicht eines Europäers.

## Ehrungen und Gedenken
Wegen seines Engagements in Flein wurde er dort am 27. Juni 1924 zum Ehrenbürger ernannt. Zu seinem Gedenken wurde nach ihm in Flein eine Straße benannt.

## Schriften

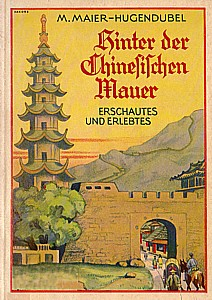
Umschlag von Hinter der chinesischen Mauer, 1929

- Die „gelbe Gefahr“ und ihre Abwehr. Verlag der Missionsbuchhandlung, Basel 1905.
- Schi tshing. Bilder aus dem chinesischen Volks- und Missionsleben. T.F. Steinkopf, Stuttgart 1913.
- Die Revolution in China. Blanke, Konstanz und Emmishofen 1913.
- In elfter Stunde – die Geschichte eines Chinesen (in der Schriftenreihe Stuttgarter Missionsbücher). Evangelischer Missionsverlag, Stuttgart 1927.
- Der Pechvogel und andere Erzählungen (in der Schriftenreihe Ankerbücher). Evangelischer Missionsverlag, Stuttgart 1928.
- Hinter der chinesischen Mauer – Geschautes und Erlebtes. Evangelischer Missionsverlag, Stuttgart 1929.
- Am Scheideweg (Schriftenreihe Christlicher Volksdienst). Quell-Verlag der Evangelischen Gesellschaft, Stuttgart 1932.
- Wie die Alten sungen (Schriftenreihe Christlicher Volksdienst). Quell-Verlag der Evangelischen Gesellschaft, Stuttgart 1932.
- Vom Kuli zum Konsul. Evangelischer Missionsverlag, Stuttgart 1934.
- Die Abenteuer des A-tschin: eine Erzählung aus China. Evangelischer Missionsverlag, Stuttgart 1937.